# Łyki (gmina)
Łyki (bułg. Община Лъки) – gmina w południowej Bułgarii, w obwodzie Płowdiw.

## Miejscowości
Miejscowości wchodzące w skład gminy Łyki:
- Bałkan machała (bułg. Балкан махала),
- Belica (bułg. Белица),
- Borowo (bułg. Борово),
- Czetroka (bułg. Четрока),
- Drjanowo (bułg. Дряново),
- Dżurkowo (bułg. Джурково),
- Jugowo (bułg. Югово),
- Łykawica (bułg. Лъкавица),
- Łyki (bułg. Лъки) – siedziba gminy,
- Manastir (bułg. Манастир),
- Zdrawec (bułg. Здравец).